# Pipira-de-garganta-preta
Pipira-de-garganta-preta (Lanio aurantius) é uma espécie de ave da família Fringillidae. Pode ser encontrada nos seguintes países: Belize, Guatemala, Honduras e México. Os seus habitats naturais são: florestas subtropicais ou tropicais húmidas de baixa altitude.